# Santuario della Madonna della Civita
Il santuario della Madonna della Civita è situato nel territorio dell'arcidiocesi di Gaeta (nel comune di Itri), sulla sommità del monte Fusco (anche detto della Civita), nella catena dei monti Aurunci.
Il culto legato alla Santa Vergine sembra risalire ad un'immagine ritrovata da un pastorello su un leccio nell'VIII secolo. Attualmente, il santuario, al cui ingresso è posta la scritta Terribilis est locus iste, è meta di quasi mezzo milione di pellegrini l'anno (non solo dai paesi vicini, ma anche da Campania, Abruzzo e dalla provincia di Frosinone in particolare), di cui non meno del 10% sale ancora a piedi. Molti i pellegrini che arrivano a piedi da diversi paesi: da Cellole che dista 42 km dal santuario, da Pontecorvo che dista 34 km. Il pellegrinaggio più noto è quello che parte dall'abitato di Itri, ogni mattina di sette sabati antecedenti la celebrazione della Madonna della Civita (il 21 luglio) che ricorda una delle più famose grazie: quella del 21 luglio 1527, quando la Vergine dalla Civita liberò dalla peste tutti gli abitanti dei paesi circostanti.
Numerosissimi gli ex voto custoditi all'interno del santuario.
Il panorama dal piazzale del santuario è notevolissimo: sono riconoscibili le più importanti vette del settore occidentale degli Aurunci: monte Trina, monte Faggeto, monte le Pezze, monte Le Vele, monte Ruazzo, monte Orso, Le Rave Fosche, monte Cefalo, monte Carbonaro ed in lontananza il monte Orlando ed il monte Circeo.
Dal 1985 fino al 2024 il santuario è stato affidato ai padri Passionisti, per poi passare nelle cure dell'Arcidiocesi di Gaeta, a seguito della rinuncia alla cura dei Passionisti.

## Origine del nome

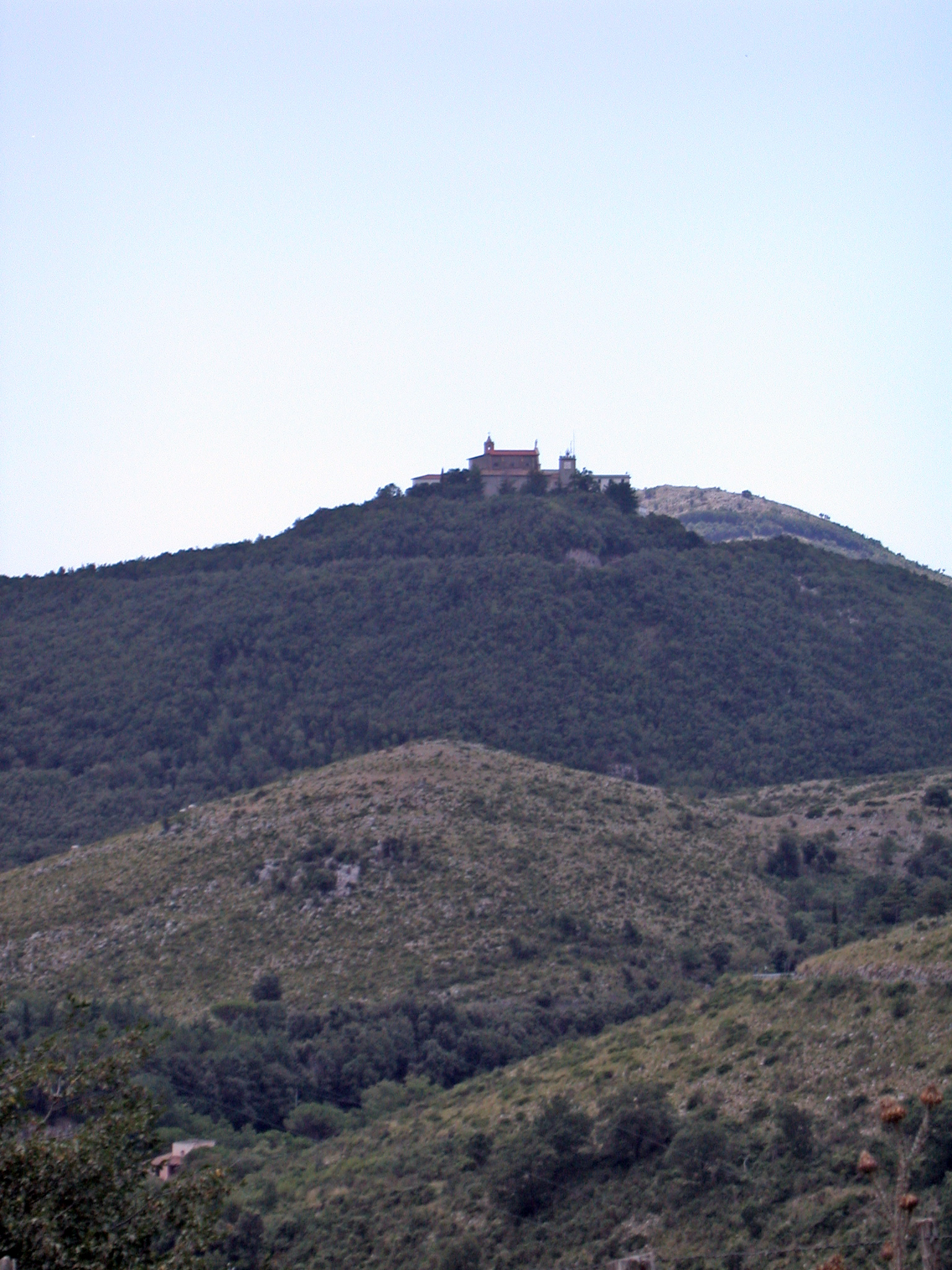
Santuario della Madonna della Civita (monte Civita) dalla strada verso Campodimele.

Civita deriva dal latino civitas, astratto da civis, cittadino; in origine questa voce stava ad indicare sia i diritti del cittadino", che la "cittadinanza", ovvero l'esistenza obiettiva di una comunità rispetto ad una circoscrizione territoriale rurale (cioè al di fuori dei confini della città).
Nella toponomastica dell'Italia centrale, il nome Civita si riferisce ad abitati sorti su monti e colli e, secondo il Giustiniani, sono luoghi in cui si vedono quasi sempre "avanzi d'antiche fabbriche". In quest'area, quindi, l'appellativo si origina a causa dell'esistenza di antiche fabbriche che vennero probabilmente sfruttate per l'edificazione della chiesa della Civita e delle opere annesse.

## La tradizione popolare

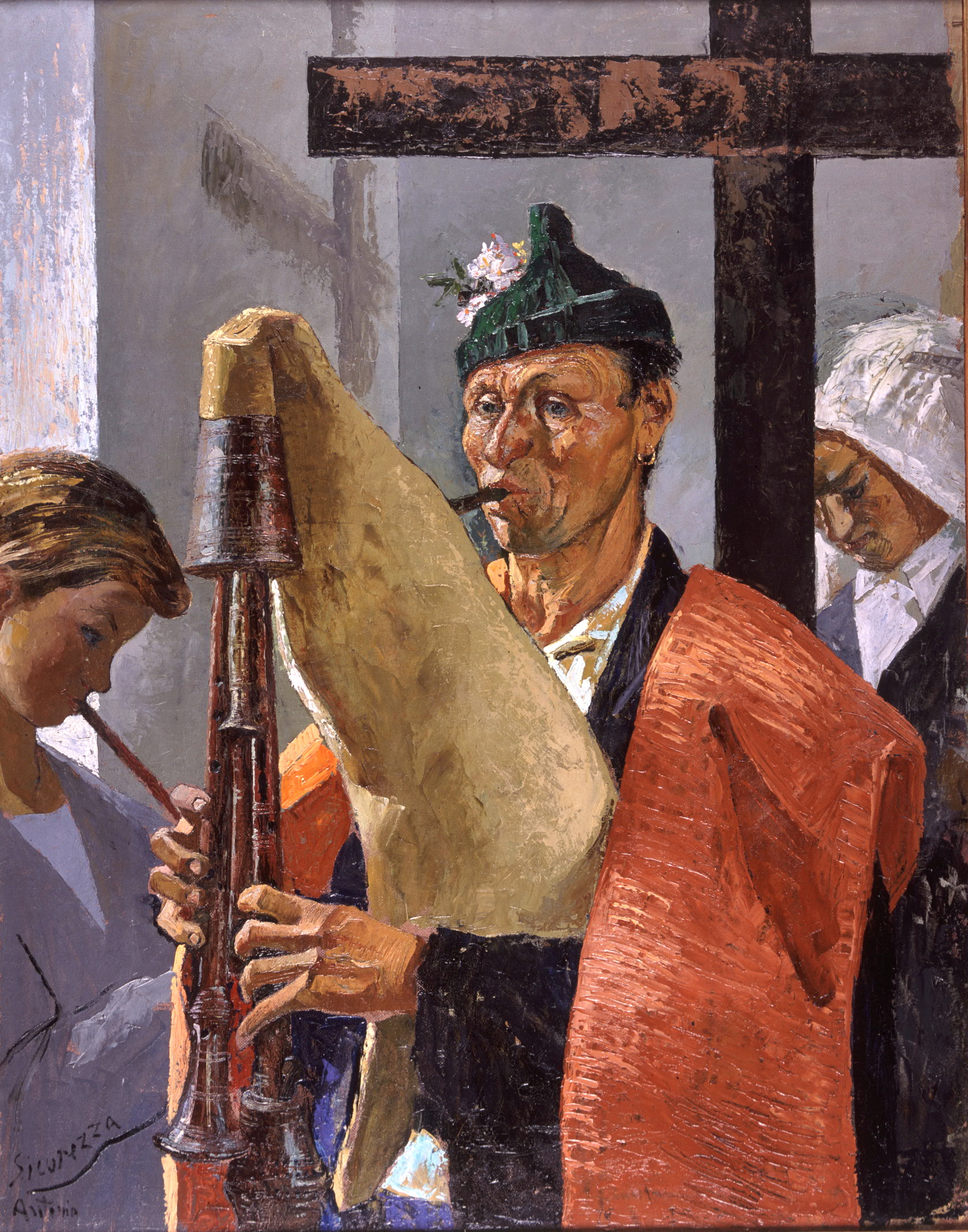
Antonio Sicurezza, Pellegrini al santuario della Civita, 1960, olio su tela, Formia, palazzo municipale.

L'origine del santuario è avvolta da un alone di mistero e leggenda, legata alla tradizione popolare. Secondo tradizione, durante la persecuzione iconoclasta ordita dall'imperatore Leone Isaurico a Costantinopoli, VIII secolo, due monaci basiliani vennero sorpresi dai soldati con il dipinto su legno della Madonna. Chiusi in una grande cassa insieme al quadro, furono gettati in mare: "Se veramente è così miracolosa, vi salverà", dissero. Dopo 54 giorni, questa cassa galleggiante toccò la sponde di Messina e successivamente di Gaeta. Qui il quadro fu esposto alla venerazione dei fedeli, ma dopo poco tempo scomparve da quel luogo e venne ritrovato sul monte Civita, presso Itri, da un pastore sordo e muto che era alla ricerca di una sua bestia smarrita. Egli riacquistò l'udito e la parola e corse lieto in paese (a Itri) a dare la notizia del quadro miracoloso trovato su un leccio. Fu così che il quadro fu affidato ai monaci benedettini, che all'epoca erano in Figline, a circa 3 km dalla cima suddetta sulla strada mulattiera che va verso Fondi. Più realisticamente, l'icona di fattura certamente orientale (attribuita addirittura a san Luca per la presenza di tre lettere, che secondo la tradizione erano poste alla base del quadro originale: L.M.P. a significare "Lucas Me Pinxit"), raggiunse Gaeta portata da alcuni monaci basiliani che, fuggiti dall'oriente, andavano verso qualche convento del Lazio. Il quadro fu lasciato ai monaci del monastero di San Giovanni in Figline, i quali lo esposero a poca distanza sul monte Civita, in un eremitaggio appartenente al loro monastero.

## Notizie storiche
Le prime notizie del santuario risalgono al 1147: una donazione, riportata in un documento, fatta da un notaio di Itri e da sua moglie, all'abate del monastero, Riccardo, per il restauro della chiesetta della Madonna della Civita, affidata alla custodia di fra' Bartolomeo. Nel 1491, il santuario iniziò ad avere l'attuale connotazione. I cittadini di Itri, infatti, fecero pressione sul vescovo di Gaeta per avere una chiesa più grande. Gli itrani furono accontentati e la nuova chiesa fu consacrata da mons. Francesco Patrizi, che la intitolò all'Immacolata, come il Concilio di Basilea pochi anni prima aveva incoraggiato a venerare Maria. Il vescovo volle tramandare ai posteri l'impegno degli itrani, confermando, in un documento dell'anno successivo, che gli uomini della terra di Itri sono i fondatori, patroni e sostenitori del santuario. Parlando del quadro della Vergine, nella bolla di consacrazione datata 20 giugno 1491, evidenzia la continua venerazione al santuario e al quadro della Madonna "antique venerationis" (di antica venerazione).
La chiesa subì alcuni restauri nel corso dei secoli, riportati in una lapide del 1691. Secondo la credenza, tra le numerose e continue grazie che la Vergine elargiva ai devoti, la più grande fu quella del 21 luglio 1527, quando liberò dalla peste tutti gli abitanti dei paesi circostanti. In ricordo di quel giorno la festività liturgica fu fissata da mons. Carlo Pergamo, vescovo di Gaeta, il 21 luglio.
Lo stesso Pergamo rivolse una supplica alle autorità vaticane nel 1775, per chiedere l'autorizzazione per la solenne incoronazione, che avvenne il 20 luglio del 1777. Per il crescente afflusso non era più sufficiente il santuario preesistente, perciò l'ing. De Donatis stilò un progetto, che lasciava il portico inalterato e nel quale erano previste anche delle stanze per accogliere pellegrini. Tale progetto passò alla realizzazione nel 1820. Il 10 febbraio 1849, Pio IX, esule a Gaeta, vi si recò in pellegrinaggio con il re di Napoli Ferdinando II, che, a ricordo, volle far realizzare la via Civita Farnese (ora statale 82). In questo luogo il papa ebbe l'ispirazione di definire per i credenti cattolici il dogma dell'Immacolata Concezione. Nel 1849, il 25 febbraio, 15 giorni dopo la visita di Pio IX, la chiesa fu inaugurata dal cardinale Gabriele Ferretti.
Sempre Pio IX, nel 1877, sottoscrisse il decreto per la seconda incoronazione. "Una grazia non giustificata abbastanza e non ordinaria", fece presente il Pontefice a coloro che avevano presentato la supplica. Tuttavia, memore della visita che aveva fatto alla Civita, successivamente concesse l'incoronazione. Fu coniata, per l'occasione, una medaglia ricordo. Dai primi mesi del 1985 fino alla fine di settembre del 2024 il santuario è stato affidato alla cura pastorale dei padri passionisti per poi essere affidato alle cure dell'Arcidiocesi stessa per carenza di padri e di conseguenza di personale addetto alla gestione del santuario.
Nel 1988 nacque Radio Civita, per opera di padre Giuseppe Polselli, 1º rettore passionista, che consente a migliaia di persone di partecipare alle messe che si tengono nel santuario.
Il 25 giugno 1989, anche Giovanni Paolo II giunse come pellegrino presso il santuario a venerare la Madonna della Civita, con il cardinale Ugo Poletti, l'arcivescovo diocesano Farano, l'allora ministro degli Esteri Giulio Andreotti ed il sindaco di Itri Pasquale Ciccone.

## La chiesa

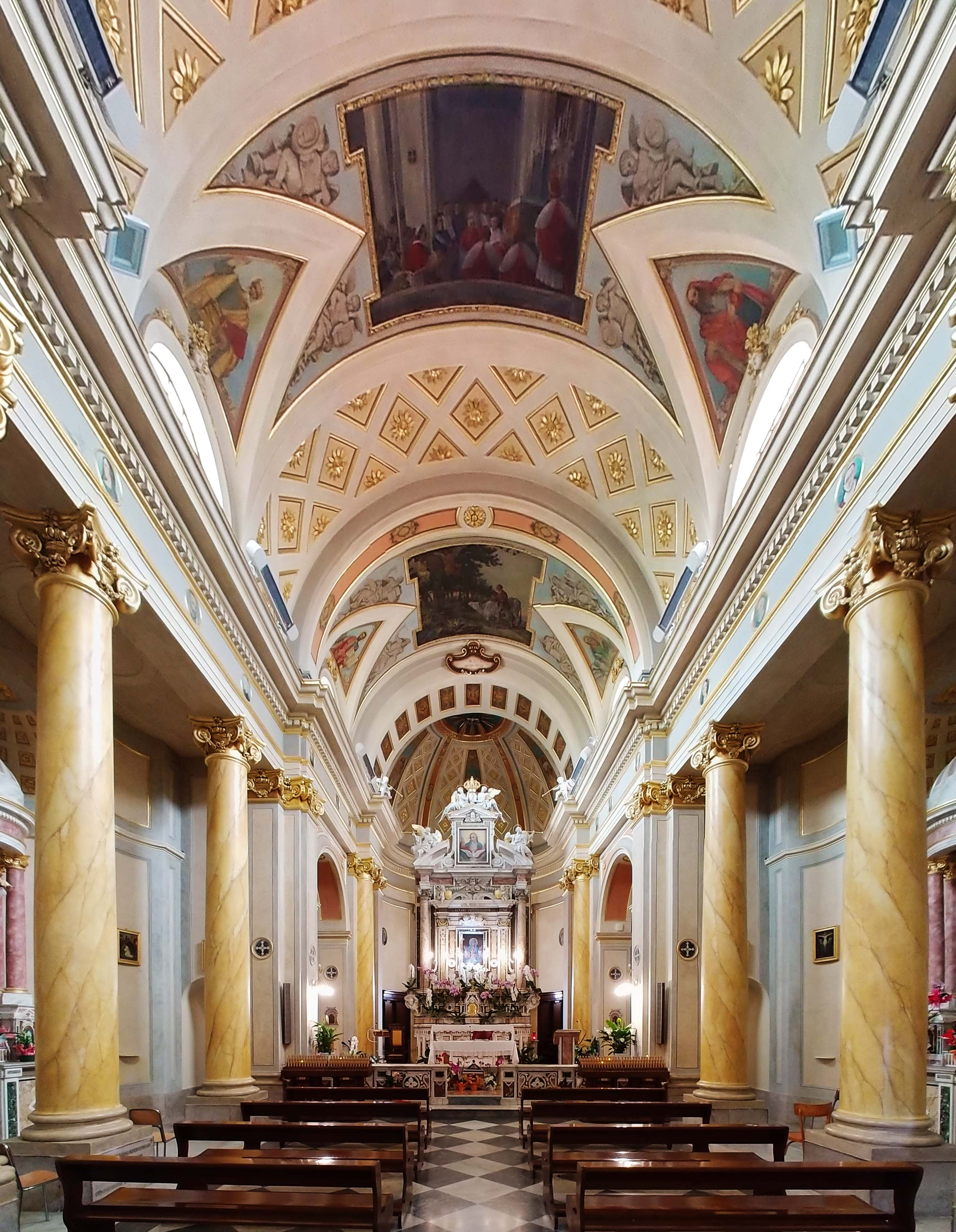
Interno della chiesa

La chiesa è costituita da tre navate, delle quali la più ampia è quella centrale. Al centro della navata principale è situato l'altare maggiore, insieme al quadro (protetto da una lastra di cristallo) della Madonna della Civita. L'altare è composto da marmi ed intarsi di scuola napoletana (del Settecento), opera del maestro Filippo Pecorella ed è circondato da una balaustra (ricca di intarsi di pregio). Sulla volta sono presenti delle decorazioni che raffigurano alcuni degli avvenimenti più rilevanti che caratterizzarono la nascita e la storia del santuario. Questi ultimi sono stati eseguiti nel 1919 da Salvatore Cozzolino di Napoli e successivamente ritoccati dal prof. A. Rollo di Bari, a cui si deve anche la statua della Madonna posta in cima alla chiesa. A completamento delle navate laterali, vi sono i due altari dedicati a San Gioacchino (sulla sinistra) e a Sant'Anna (sulla destra).
Sulla cantoria in controfacciata si trova l'organo a canne, costruito a trasmissione meccanica da Pacifico Inzoli nel 1914 e dotato di una consolle ausiliaria a trasmissione elettrica, situata a pavimento nell'aula da Ponziano Bevilacqua. Lo strumento dispone di 12 registri su unico manuale e pedale e il suo materiale fonico è racchiuso entro una cassa lignea dipinta di verde e ornata con rilievi dorati di gusto barocco, con mostra in tre campi ad arco.
Le due colonne dell'altare ed il lavabo che si trova in sagrestia provengono dal convento di San Francesco (un tempo situato in città, ma ora distrutto). La chiesa è ulteriormente arredata con un coro ligneo del XVIII secolo ed un organo a canne. In una sala, collocata in fondo alla navata laterale di sinistra, sono custodite moltissime reliquie, nonché oggetti preziosi e paramenti sacri donati da fedeli e pellegrini (compresi quelli di Pio IX).
All'interno del santuario sono custodite alcune tele, tra le quali una Natività di scuola napoletana, una Madonna con San Francesco di Paola e l'Assunta più una copia della Madonna della Civita, su legno (Sebastiano Conca).

## Il quadro della Madonna della Civita

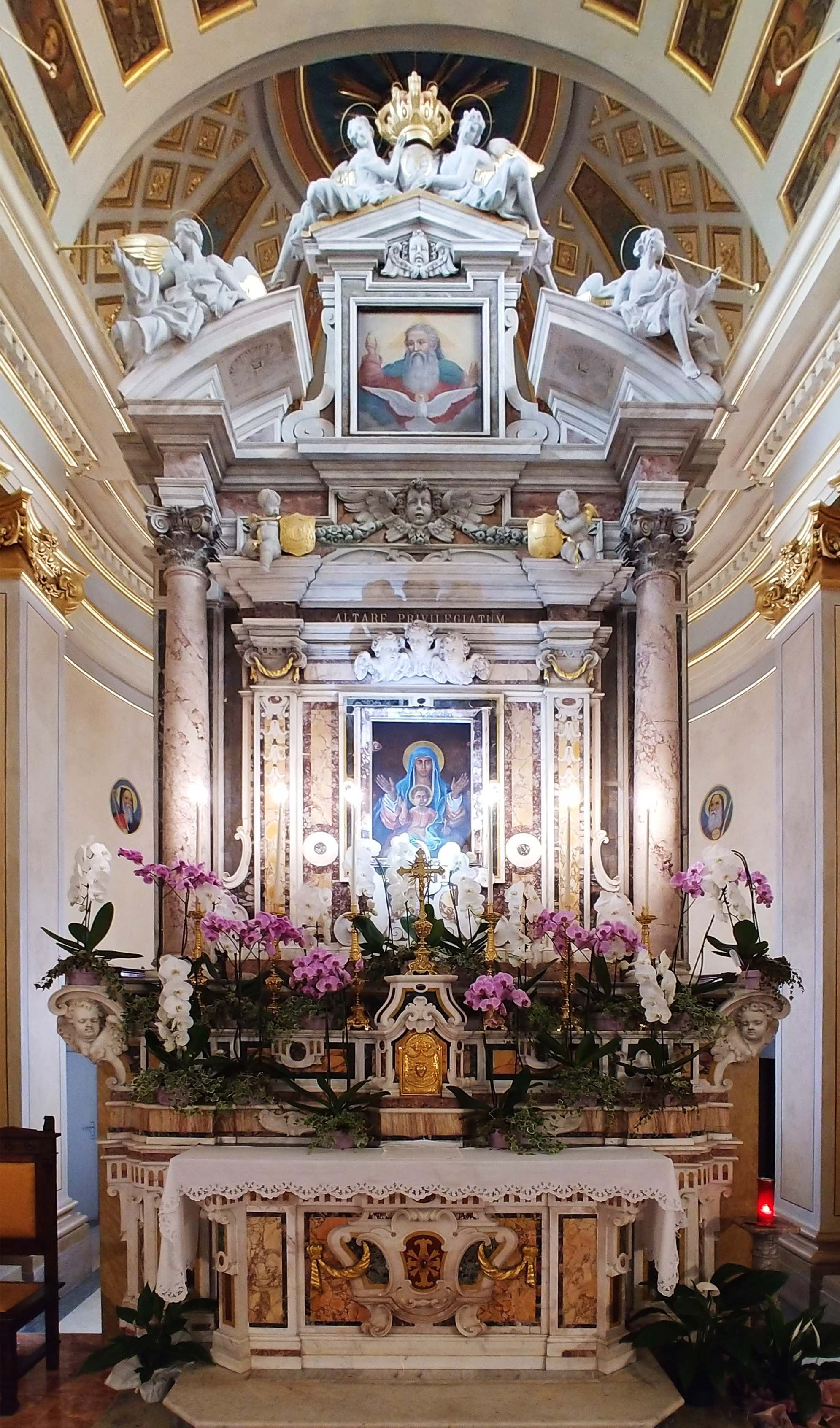
L'altare maggiore della chiesa, con l'immagine della Madonna della Civita.

Il quadro raffigurante la Madonna della Civita è di stile bizantino ed è attribuita a san Luca per la presenza di tre lettere, oramai sbiadite, poste alla base del quadro: L.M.P. a significare "Lucas Me Pinxit". Il quadro è stato sottoposto a restauro più volte:
- Alla fine del XVII secolo.
- In occasione della prima incoronazione del 1777. L'antica tavola di legno, sulla quale era collocato il quadro, fu sostituita con una lastra di rame.
- Nel 1815, quando un fulmine colpì l'immagine rischiando di distruggere la tela. Il quadro fu sistemato su un telaio di legno (sul quale è giunto fino ai giorni nostri), dopo aver rimosso la lastra di rame.
- Nel 1953, dal prof. Edelweiss Frezzan.

Dopo lungo oblio un'antica icona su tavola di legno fu ritrovata nel magazzino del santuario e identificata - senza prove storiche - con l'icona originale.
Anche la lastra di rame è stata conservata.
Durante la seconda guerra mondiale il quadro non fu distrutto grazie a don Lidio Borgese, rettore del santuario in quel periodo, che riuscì a nascondere l'immagine sotto il suo mantello. Così, senza farsi scoprire dai tedeschi, il rettore viaggiò tra i monti Lepini, fino a Sonnino e Cisterna di Latina, riuscendo, successivamente, a far tornare il quadro a Itri.